# Lacus Oblivionis
Lacus Oblivionis – lateinisch für See der Vergessenheit – ist ein erstarrter Lavasee auf dem Mond, der von der Entstehung her den größeren Maria gleicht. Die Bezeichnung wurde durch die Internationale Astronomische Union im Jahr 1976 festgelegt.
Die kleine Meeresfläche hat einen mittleren Durchmesser von 50 Kilometer und liegt südlich inmitten der Mondrückseite bei den selenografischen Koordinaten 21 Grad Süd und 168 Grad West.